# Elecciones estatales de Johor de 1986
Las elecciones estatales de Johor de 1986 tuvieron lugar el 3 de agosto del mencionado año con el objetivo de renovar los 36 escaños de la Asamblea Legislativa Estatal, que a su vez investiría a un Menteri Besar (Gobernador o Ministro Principal) para el período 1986-1991, a no ser que se realizaran elecciones anticipadas en ese período. Al igual que todas las elecciones estatales johorianas, se realizaron conjuntamente con las elecciones federales para el Dewan Rakyat de Malasia a nivel nacional.
El Barisan Nasional (Frente Nacional), coalición gobernante tanto a nivel federal como estatal desde la independencia del país, dominado en el estado por el partido UMNO, revalidó por abrumador margen su mandato con el 66.80% del voto popular y 35 de los 36 escaños, aunque a diferencia de las anteriores elecciones fracasó en obtener la totalidad de la representación parlamentaria. El socialista Partido de Acción Democrática (DAP), que concurrió liderando una coalición de izquierda con el Partido Socialista Popular de Malasia (PSRM), obtuvo la banca restante con Song Sing Kwee como candidato, asumiendo este como líder de la oposición estatal. El Partido Islámico Panmalayo (PAS) presentó varios candidatos, pero ninguno resultó elegido.
Abdul Ajib Ahmad, jefe del gobierno estatal desde las anteriores elecciones, optó por no presentarse a la reelección luego de que se le ofreciera un cargo en el gabinete del primer ministro Mahathir Mohamad, siendo suplantado por Muhyiddin Yassin. Dos circunscripciones no realizaron elección alguna por no haber más de un candidato, en ambos del oficialismo, uno de ellos el Menteri Besar electo, Muhyiddin. Siguiendo la tradición política estatal de Malasia, en la que los estados realizan sus elecciones al mismo tiempo que los comicios federales a nivel nacional, la legislatura electa en 1986 se disolvió anticipadamente en 1990, con el llamado a nuevas elecciones.

## Resultados
|  | 40.31 % |

|  | 61.11 % |

|  | 20.46 % |

|  | 27.78 % |

|  | 3.58 % |

|  | 5.56 % |

|  | 2.28 % |

|  | 2.78 % |

|  | 66.80 % |

|  | 97.22 % |

|  | 14.43 % |

|  | 2.78 % |

|  | 8.73 % |

|  | 0.00 % |

|  | 23.17 % |

|  | 2.78 % |

|  | 9.25 % |

|  | 0.00 % |

|  | 0.75 % |

|  | 0.00 % |

|  | 0.03 % |

|  | 0.00 % |

|  | 94.44 % |

|  | 5.56 % |

|  | 100.00 % |

|  | 100.00 % |

|  | 68.95 % |